# Анагностакис, Манолис
Мано́лис Анагноста́кис (греч. Μανόλης Αναγνωστάκης; 10 марта 1925, Салоники — 23 июня 2005, Афины) — греческий поэт и литературный критик, один из ведущих представителей местной марксистской и экзистенциалистской литературы, сложившейся во время и после Гражданской войны в конце 1940-х годов.

## Биография
Врач по образованию, специализировался в рентгенологии. В военном 1944 году был главным редактором студенческого журнала «Ксекинима» («Старт»). Первый сборник его поэзии, «Времена года», был опубликован в 1945 году.
Левые симпатии побудили его присоединиться к прокоммунистическому Сопротивлению, за что в ходе Гражданской войны ему в конечном итоге вынесли смертный приговор. Арестованный в 1948 году за участие в студенческом движении в Салоникийском университете, Анагностакис провёл несколько лет в тюрьме. 1949-й был годом, когда его одновременно исключили из Коммунистической партии Греции и приговорили военным трибуналом к смертной казни. Однако приговор был отменён, и Анагностакис освободился в 1951 году.
Оказал влияние на следующее поколение поэтов. Его стихи были удостоены ряда национальных наград в Греции и положены на музыку современными музыкантами.